# 祝圣圣老楞佐为执事
《祝圣圣老楞佐为执事》（Consacrazione di san Lorenzo diacono da parte di Sisto II）是一幅湿壁画，位于梵蒂冈宗座宫的尼各老小堂，由真福安杰利科修士和贝诺佐·戈佐利绘制于1447-1448年。这幅湿壁画位于左墙中间的两扇窗户之间，是《圣老楞佐的生平事迹》组画的第一幅。  